# Municipio de Spirit Lake (Iowa)
El municipio de Spirit Lake (en inglés: Spirit Lake Township) es un municipio ubicado en el condado de Dickinson en el estado estadounidense de Iowa. En el año 2010 tenía una población de 1402 habitantes y una densidad poblacional de 18,69 personas por km².

## Geografía
El municipio de Spirit Lake se encuentra ubicado en las coordenadas 43°28′17″N 95°4′52″O / 43.47139, -95.08111. Según la Oficina del Censo de los Estados Unidos, el municipio tiene una superficie total de 75.01 km², de la cual 48,66 km² corresponden a tierra firme y (35,12 %) 26,34 km² es agua.

## Demografía
Según el censo de 2010, había 1402 personas residiendo en el municipio de Spirit Lake. La densidad de población era de 18,69 hab./km². De los 1402 habitantes, el municipio de Spirit Lake estaba compuesto por el 99,43 % blancos, el 0,07 % eran afroamericanos, el 0,29 % eran asiáticos, el 0,07 % eran de otras razas y el 0,14 % eran de una mezcla de razas. Del total de la población el 0,71 % eran hispanos o latinos de cualquier raza.